# 山形村立山形小学校
山形村立山形小学校（やまがたそんりつやまがたしょうがっこう）は、長野県東筑摩郡山形村にある公立小学校。

## 概要
学校は、長野県のほぼ中央部にありJR東日本松本駅から南西に約10キロメートル、JR塩尻駅から北西約8キロメートルの田園地帯に位置している。また、西には飛騨山脈（北アルプス）があり東方向には約4.5キロメートルに松本空港がある。校内には樹齢100年近い、しだれ桜があり児童が中心となって手入れをしている。標高は690メートルである。

## 所在地
〒390-1301 長野県東筑摩郡山形村3867番地

## 沿革
- 1886年（明治19年）- 小学校令に基づき、大池学校・山縣学校を合併して山形学校となる[2]。
- 1887年（明治20年）- 竹田学校を山形学校の分校とする[2]。
- 1890年（明治23年）- 小学校令改正により、山形尋常小学校となる[2]。
- 1900年（明治33年）- 山形尋常高等小学校となる[3]。
- 1941年（昭和16年）4月1日 - 国民学校令に基づき、山形国民学校と改称。
- 1947年（昭和22年）4月1日 - 学制改革により、山形村立山形小学校となる。
- 1962年（昭和37年） - 小中両学校のプールが完成。
- 1966年（昭和41年）- 小学校80周年記念式典 校歌が制定される。
- 1978年（昭和53年）- 小学校校舎解体。
- 1979年（昭和54年）- 小学校管理棟、高学年棟、体育館、低学年棟、理科棟が完成。
- 1998年（平成10年）- 年耐震工事が行われる。
- 2005年（平成17年）- 年校舎老朽化施設改造工事、大規模改造工事（平成13-17年度）完了。

## 生徒会活動
- 2020年12月8日、児童会保健委員会は朝の児童集会で、新型コロナウイルスを巡る差別や偏見はしてはいけないということをテーマにした劇を披露した[4]。

## 卒業後の進路
卒業生は公立中学校に進学する場合、基本的に松本市山形村朝日村中学校組合立鉢盛中学校へ進学する。